# Деревообробний верстат

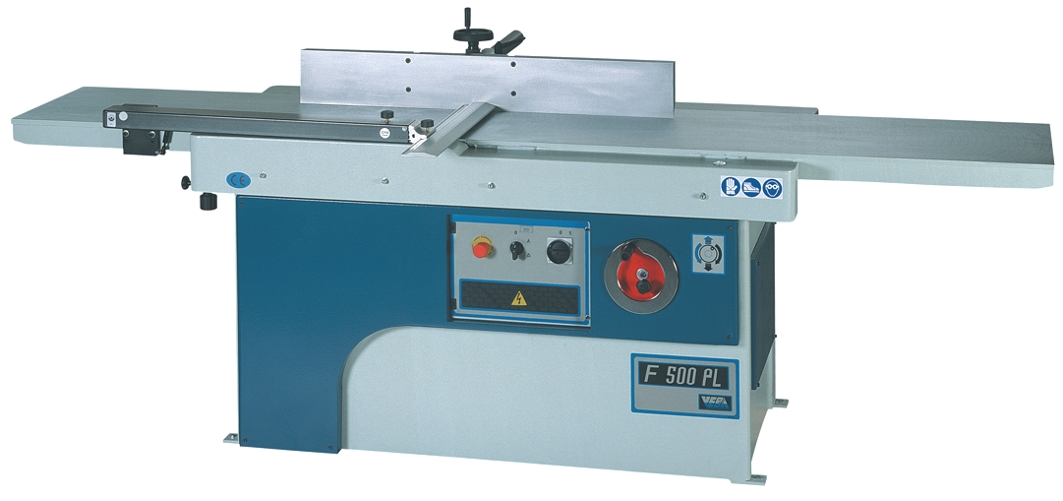
Фугувальний верстат

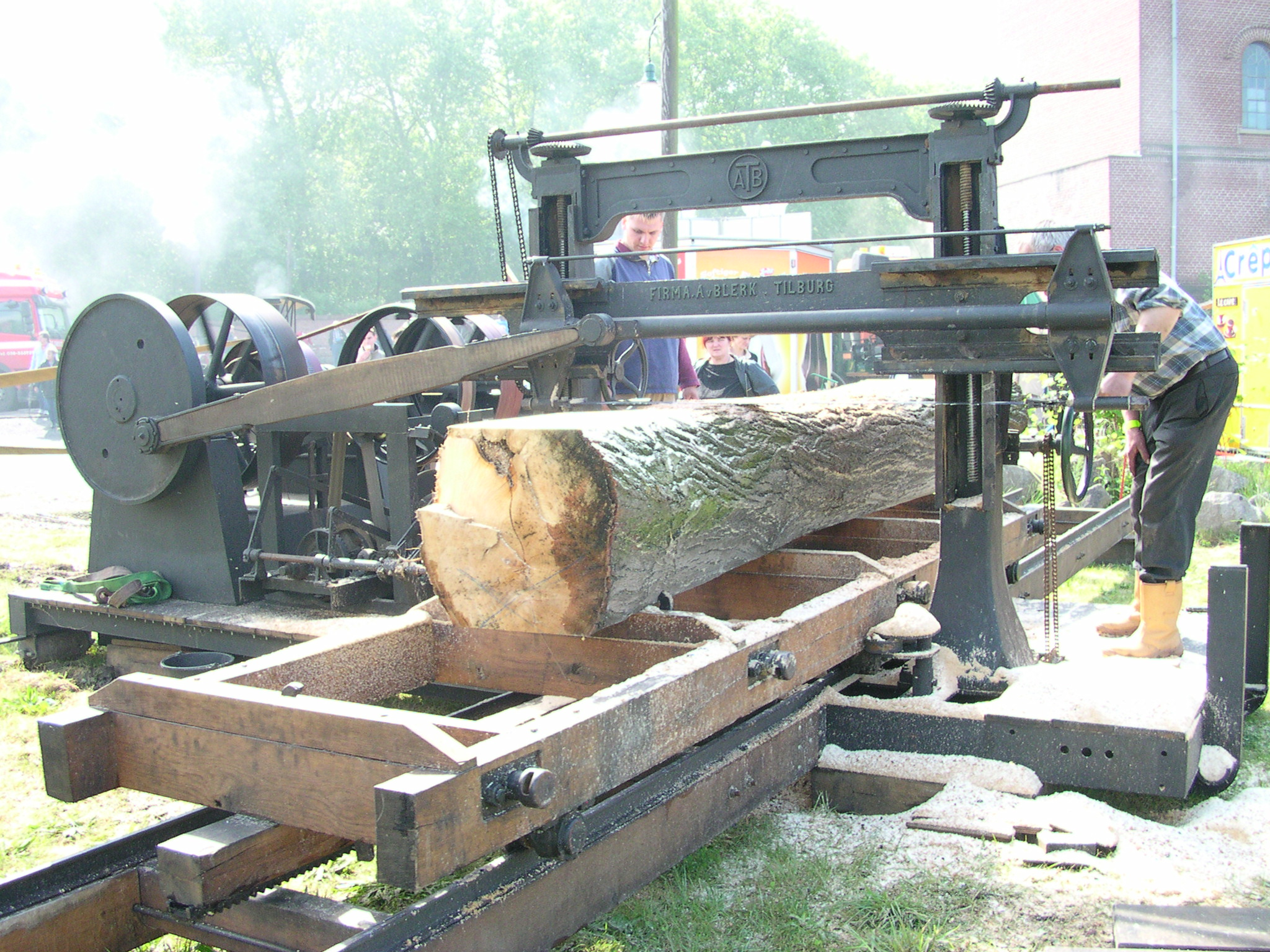
Лісопильна рама

Деревообробний верстат — машина, призначена для формоутворення виробів шляхом оброблювання деревини чи деревинних матеріалів різанням.
У конструкції деревообробного верстата зазвичай використовується обертовий високошвидкісний механізм обертового руху, що призначений для впливу на деревину, шляхом обробки її фрезою, ножовим валом, свердлом чи іншим різальним інструментом.
На деревообробних верстатах з деревної сировини отримують пиломатеріали, заготовки та напівфабрикати (бруси, колоди, бруски,  дошки, стружку,  шпон та інше), деталі виробів і конструкцій (для меблів, вагонів, суден і т.д.), а також готові вироби у вигляді однієї деталі, паркет, деталі перекриття до будівель,  тару, лижі, деталі музичних інструментів, канцелярське приладдя та ін.

## Галерея

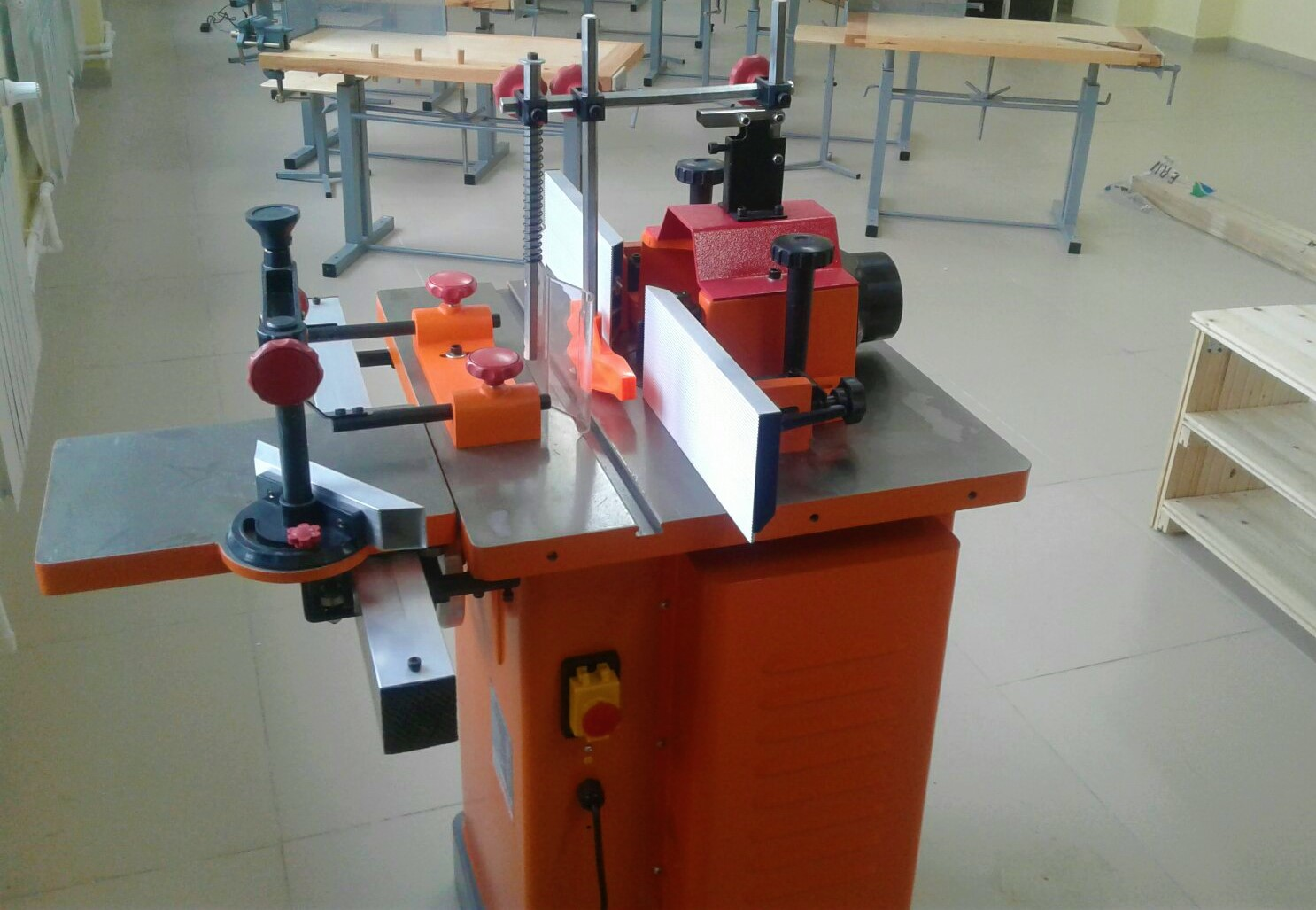
Фрезерний деревообробний верстат в шкільній майстерні
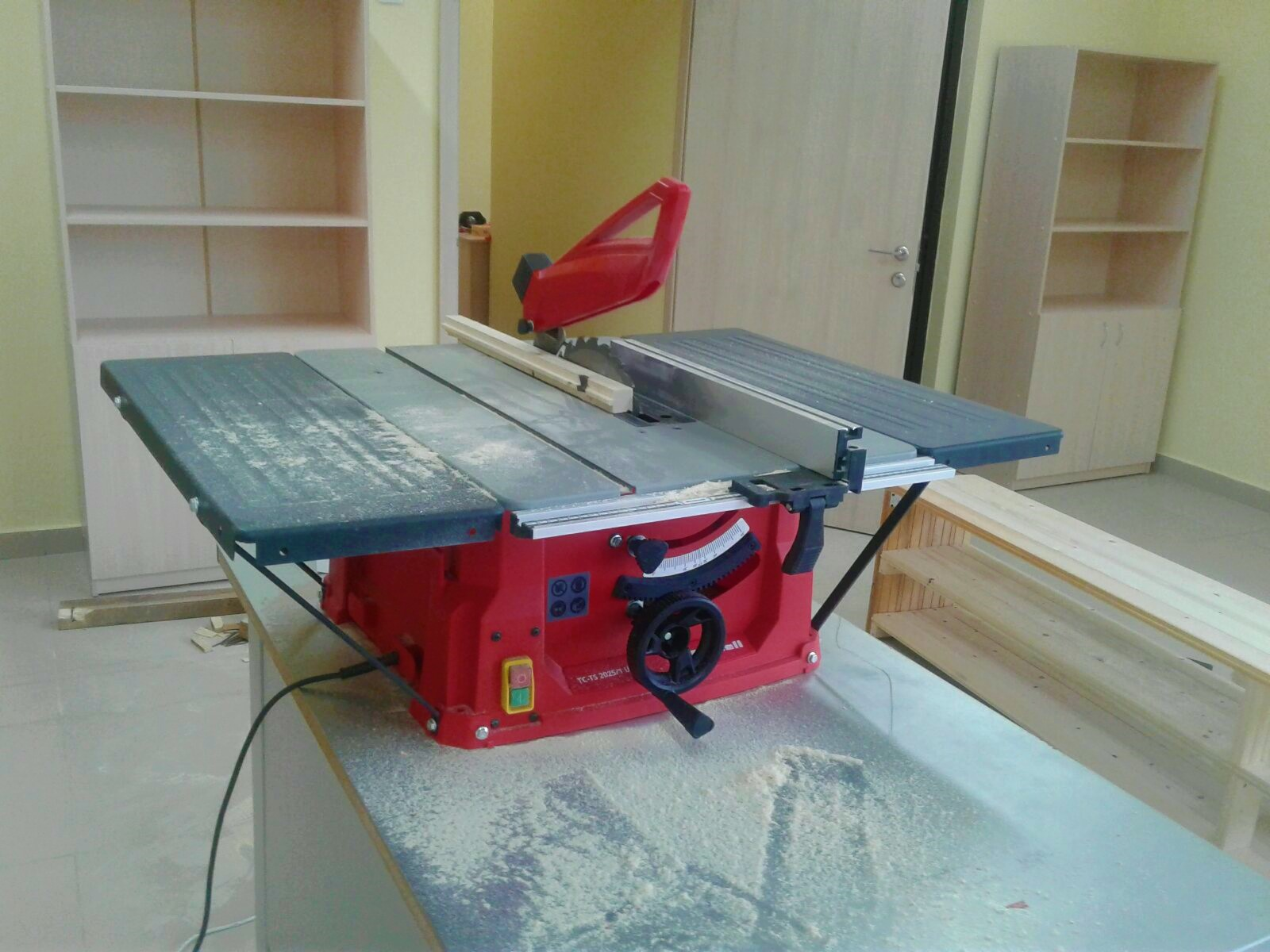
Деревообробний верстат-пилорама в шкільній майстерні